# Abel Barroso Arencibia
Abel Barroso Arencibia nace en Pinar del Río en 1971 (53 años).  Realiza estudios en el Instituto Superior de Arte (ISA) en La Habana Cuba, y cursó becas en "Banff Centre for the Arts", Alberta, Canadá y en la Universidad del Sur de la Florida, FL. 
Desarrolla fundamentalmente el grabado.

## Exposiciones Personales
Una de sus exposiciones personales más importantes es "Café Internet tercer mundo". Séptima Bienal de La Habana, Castillo del Morro en La Habana.

## Exposiciones Colectivas
De manera colectiva ha participado en varias exposiciones y muestras entre ellas "Gráfica creativa 93" como parte de la 7th International Print Trienal, Museo Alvar Aalto en Finlandia. Además de los "Salones de Arte Contemporáneo cubano", celebrados en el Centro de Desarrollo de las Artes Visuales, La Habana, Cuba

## Obras en Colección
Tiene colecciones permanentes en el "Centro de Estudios Cubanos", Nueva York, Estados Unidos. En el "Taller Presente", Tokio, Japón.  También en el "Museo Nacional de Bellas Artes", La Habana, Cuba entre otras tantas instituciones
- Datos: Q5654872